# Sonnenbatzen
Sonnenbatzen ist eine Roggenvollkorn-Brotsorte der Harry-Brot GmbH, die industriell fertig vorgebacken (Prebake) an den gewerblichen Abnehmer (z. B. Lebensmittel-Einzelhandel) ausgeliefert wird, wo sie dann nach Bedarf erst kurzfristig zeitnah für den Verkauf aufgebacken wird.
Sonnenbatzen ist ein Roggenvollkornbrot, dem ein hoher Anteil von Sonnenblumenkernen in Höhe von 10 % des Gewichts zugefügt sind. Das Brot ist tief dunkelbraun, nahezu vollständig quaderförmig mit quadratischer Grundfläche und auf der Oberseite reichlich mit ganzen Sonnenblumenkernen bestückt. Im Inneren des Brotes befinden sich ebenfalls unzerkleinerte Sonnenblumenkerne. Es wird ausschließlich in Laiben zu 750 g hergestellt.
Der Sonnenbatzen gehört zu den häufig verkauften Broten im deutschsprachigen Raum, da diese sowohl in „Backshops“ von Supermärkten und Discountern großer Einzelhandelsketten (wie Aldi, REWE/Penny oder Edeka) angeboten werden, als auch von Bäckereien.
Zutaten des Sonnenbatzen sind: Roggenvollkornschrot, Sauerteig (Wasser, Roggenvollkornschrot, Roggenmehl), Wasser, Sonnenblumenkerne, Invertzuckersirup, Weizenmehl (mittlerweile nicht mehr in aktueller Rezeptur), Karamellsirup, Salz und Hefe.